# Evans (Washington)
Evans az Amerikai Egyesült Államok északnyugati részén, Washington állam Stevens megyéjében elhelyezkedő önkormányzat nélküli település.
Evans postahivatala ma is működik. A település nevét 1901-ben kapta J.H. Evans bányatulajdonosról.

## Fordítás
Ez a szócikk részben vagy egészben  az   Evans, Washington című angol Wikipédia-szócikk ezen változatának fordításán alapul.  Az eredeti cikk szerkesztőit annak laptörténete sorolja fel. Ez a jelzés csupán a megfogalmazás eredetét és a szerzői jogokat jelzi, nem szolgál a cikkben szereplő információk forrásmegjelöléseként.